# Jeff Callebaut
Jeff Callebaut (23 januari 1997) is een Belgische voetballer die onder contract staat bij Paphos FC.
Callebaut maakte zijn debuut in de eerste klasse op 26 april 2017 in de met 1–0 gewonnen thuismatch tegen Sint-Truidense VV. Hij mocht in de 66ste minuut invallen voor Jordi Vanlerberghe.

## Statistieken
| Seizoen         | Club            | Competitie                         | Competitie | Competitie | Play-offs | Play-offs | Beker | Beker | Totaal | Totaal |
| Seizoen         | Club            | Competitie                         | Wed.       | Dlp.       | Wed.      | Dlp.      | Wed.  | Dlp.  | Wed.   | Dlp.   |
| --------------- | --------------- | ---------------------------------- | ---------- | ---------- | --------- | --------- | ----- | ----- | ------ | ------ |
| 2016-2017       | KV Mechelen     | Jupiler Pro League                 | 0          | 0          | 4         | 0         | 0     | 0     | 4      | 0      |
| 2017-2018       | KV Mechelen     | Jupiler Pro League                 | 0          | 0          | 0         | 0         | 0     | 0     | 0      | 0      |
| 2017-2018       | Paphos FC       | B' Kategoria                       | 1          | 0          | 0         | 0         | 0     | 0     | 1      | 0      |
| 2018-2019       | SC Dikkelvenne  | Tweede klasse amateurs             | 17         | 0          | 0         | 0         | 0     | 0     | 17     | 0      |
| 2020-2021       | SK Munkzwalm    | Eerste Provinciale Oost-Vlaanderen | 0          | 0          | 0         | 0         | 0     | 0     | 0      | 0      |
| Carrière totaal | Carrière totaal | Carrière totaal                    | 18         | 0          | 4         | 0         | 0     | 0     | 23     | 0      |

## Bron
- sport.be

1. ↑  dvd, Jeff Callebaut van KV Mechelen naar Cyprus. Gazet van Antwerpen. Geraadpleegd op 26 augustus 2017.